# 湓浦街道
湓浦街道，是中华人民共和国江西省九江市浔阳区下辖的一个乡镇级行政单位。

## 行政区划
湓浦街道下辖以下地区：
丁官路社区、龙开河社区、湓浦社区、半月亭社区、孤溪埂社区、濂溪社区、梅绽坡社区和九龙社区。